# Hans Frank (Fotograf)

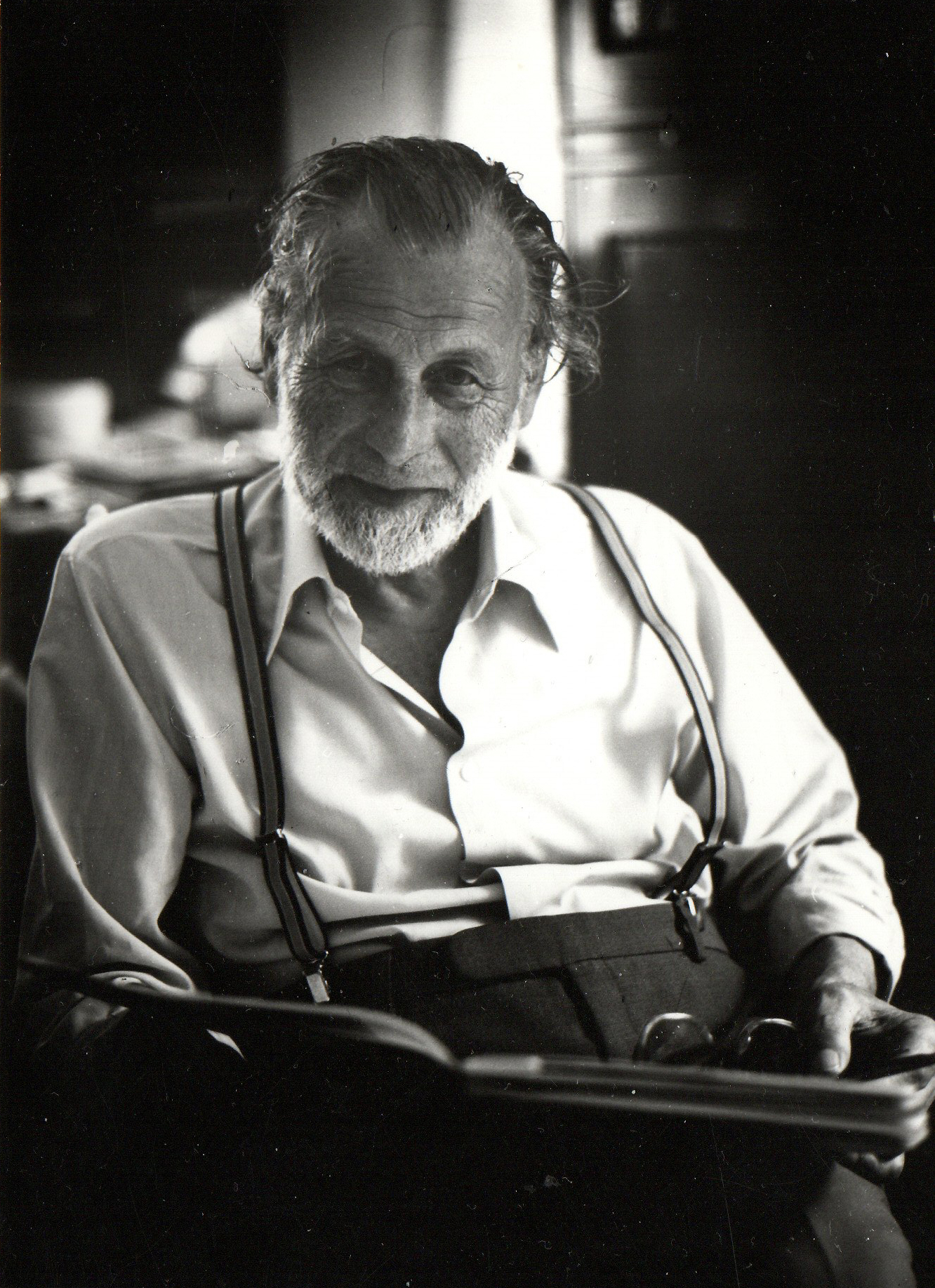
Hans Frank, Bad Ischl 1985, Autor des Fotos: Aleksandar Pavlović

Hans Frank (* 18. April 1908 in Preßburg; † 12. August 1987 in Bad Ischl) war ein österreichischer Fotograf, Sammler historischer Apparaturen, Kameras und Fotografien, Gründer eines privaten Fotomuseums in Salzburg sowie Gründer und Leiter des ersten österreichischen Fotomuseums im Marmorschlössl in Bad Ischl.

## Leben
Schon als Jugendlicher begeisterte sich Hans Frank für die Fotografie. 1929 besuchte er die Höhere Forstlehranstalt für die österreichischen Alpenländer in Bruck an der Mur. Danach zog er ins Elternhaus nach Klosterneuburg. Da es nicht leicht war eine Anstellung zu finden, arbeitete er aushilfsweise bei einem am Wohnort ansässigen Fotohändler. Bald wurde der engagierte Volontär zu einer wesentlichen Triebfeder des Unternehmens und erhielt eine Anstellung. Kurz vor Ausbruch des Zweiten Weltkriegs absolvierte er die Gesellenprüfung in Wien, begann sich für die Geschichte der österreichischen Fotografie zu interessieren und begann zu sammeln: Apparaturen, Dokumente und Fotografien.
Auf Grund seiner fotografischen Kenntnisse wurde Frank zu Beginn des Zweiten Weltkriegs bei einer Nachrichtentruppe der Luftwaffe eingesetzt. 1943 wurde er Laborleiter bei der „Luftwaffen-Kriegsberichter-Kompanie 4“ im Schloss Malmaison bei Paris. In den Theatern in Paris entstanden zwischen Februar und Juli 1944 die beiden Bildreportagen ‘‘Hinter den Kulissen‘‘ und ‘‘Le merveilleux French Cancan‘‘.
Als einer der Ersten im deutschsprachigen Raum hatte er bereits ab der Zwischenkriegszeit eine kulturhistorisch bemerkenswerte Sammlung zur Geschichte der Fotografie zusammengetragen. Franks Ziel war, die Entwicklung des Mediums von der Frühzeit um 1840 bis ins 20. Jahrhundert in seinen technischen, ästhetischen wie gesellschaftlich-funktionalen Aspekten zu dokumentieren. Besonderes Interesse brachte Hans Frank der Berufsfotografie in der österreichisch-ungarischen Monarchie entgegen. Ergänzend zu mehr als 20.000 Fotografien und Bildobjekten hat der Sammler mehrere hundert historische Fotoapparate samt Kamera-, Atelier- und Dunkelkammerzubehör in seine Sammlungsbestände integriert.

## Photomuseum Salzburg
Ab 1957 verfolgte Frank den Wunsch, seine fotohistorische Sammlung öffentlich auszustellen. 1966 ersuchte er das Kulturamt der Stadt Salzburg um finanzielle Unterstützung und um die Zuweisung einer geeigneten Örtlichkeit für ein Fotomuseum. Sein Antrag wurde jedoch abgelehnt. Ungeachtet dessen gründete er im März 1967 das „Photomuseum Salzburg“, zuerst in der Reichenhallerstraße 18 im Stadtteil Riedenburg. Dort fanden jährlich bis zu fünf Ausstellungen statt. Ausländische Sammler und Museen wurden auf das Salzburger Museum aufmerksam und trugen dazu bei, dass sich die Sammlung zunehmend vergrößerte. Frank zeigte Teile seiner Sammlung in Belgien und Paris. Nachdem die Räume für die stetig wachsende Sammlung bald zu klein wurden und sich die klimatischen Verhältnisse bestandsgefährdend artikulierten, übersiedelte Hans Frank das „Photomuseum Salzburg“ 1973 in das Schloss Arenberg (Arenbergstraße 10). Doch trotz seiner Erfolge in Bezug auf Besucheraufkommen und Sammlungserweiterung hatte die Stadt Salzburg kein Interesse an einer dauerhaften Lösung. Frank überlegte daher, seine Sammlung zu veräußern.

## Photomuseum Bad Ischl

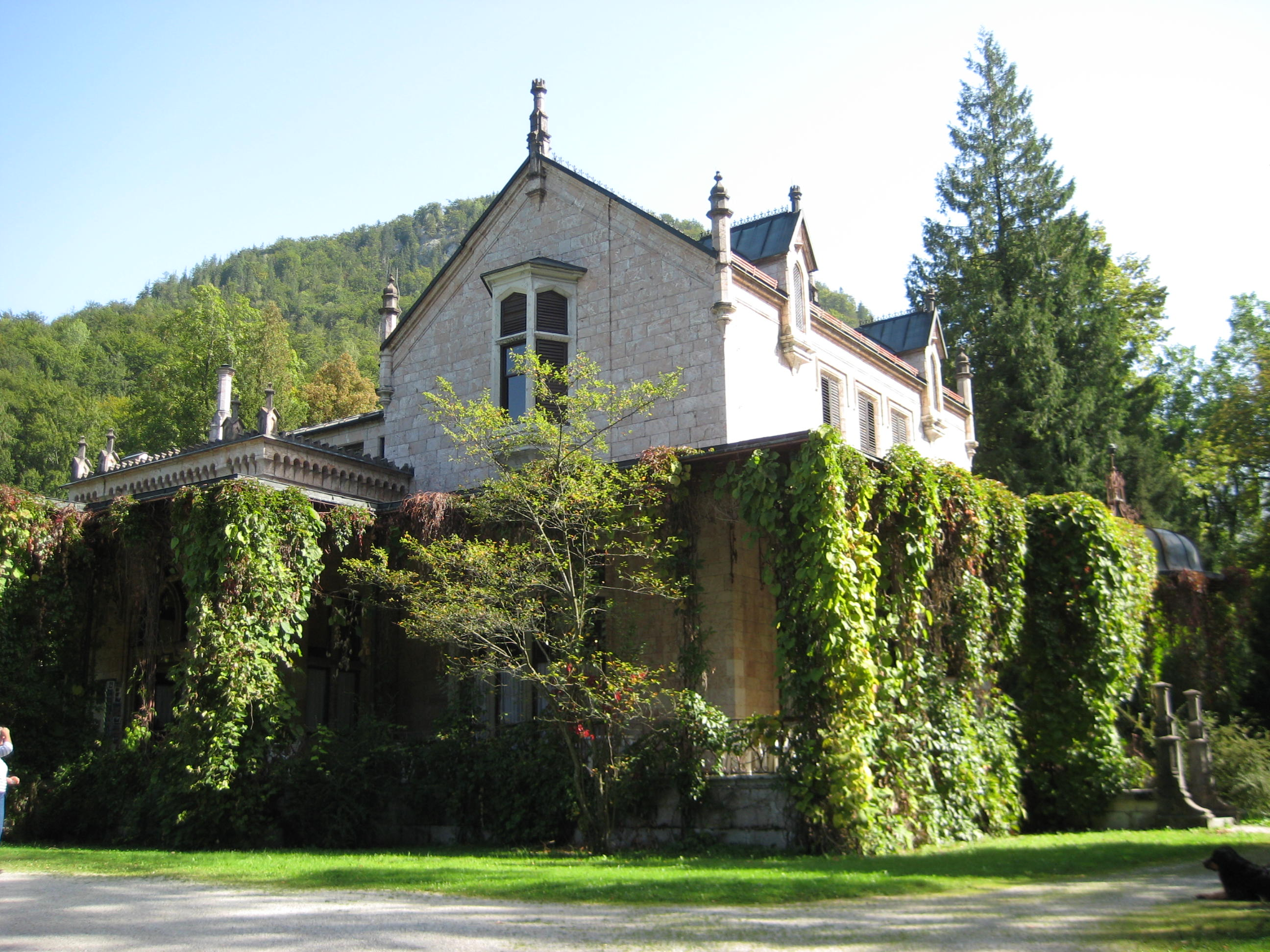
Marmorschlössl

Der Fotograf und Bundesinnungsmeister Kurt Römer kannte Frank und seine Nöte. Als geborener Ischler wusste er aber auch um den baulichen Zustand des Marmorschlössls im Kaiserpark in Bad Ischl und gebar 1975 die Idee, diese beiden Probleme gemeinsam zu lösen. So schlug er dem damaligen Landeshauptmann von Oberösterreich Josef Ratzenböck vor, die „Sammlung Frank“ zu erwerben, das Marmorschlössl zu restaurieren und dort der „Sammlung Frank“ eine dauerhafte Heimstatt zu geben. Nach der vertraglichen Vereinbarung des Landes Oberösterreich mit Markus Habsburg-Lothringen wurde das erste öffentliche Fotomuseum Österreichs am 29. Juni 1978 feierlich eröffnet. Den Museumsbetrieb sollte der Verein „Freunde der Photographie und ihrer Geschichte“ besorgen, den Kurt Römer 1979 zu diesem Zweck gegründet hatte; zugeteilt wurde es dem oberösterreichischen Landesmuseum.
Die Eingangshalle war der Erfindung der Fotografie gewidmet. Im „großen Salon“ wurden Arbeiten bedeutender österreichischer Fotografen und Beispiele für die Verwendung der Fotografie gezeigt. Der „kleine Salon“ war der alt-österreichischen Kameraindustrie gewidmet. Im vierten Raum stellte man besondere Apparate und spezielle Verfahren vor. Der erste Saal im Obergeschoß war den Vorläufern des Kinos gewidmet. Neben Laterna magicas waren Guckkästen, stroboskopische Geräte und Apparaturen zur frühesten Amateur-Kinematographie sowie Beispiele aus der großen Zeit des österreichischen Stummfilms zu sehen.
Als international vernetzter Sammler, Forscher und Autor trug Hans Frank mit seinem Engagement ganz wesentlich dazu bei, ein historisches Bewusstsein für das Medium Fotografie in Österreich zu schaffen. In einem Zeitraum von über 50 Jahren stellte er mit enzyklopädischem Anspruch – aber ohne streng wissenschaftliche Methodik – ein historisch-biobibliographisches ‘‘Archiv der österreichischen Photographen des 19. Jahrhunderts bis zur Zeit des Ersten Weltkriegs‘‘ zusammen, das heute in der Bibliothek des Oberösterreichischen Landesmuseums verwahrt wird. Anfang der 1980er Jahre war das „Photomuseum Bad Ischl“ mit der „Sammlung Frank“ ein zentraler Ort für die wissenschaftliche Arbeit im Rahmen des Projekts „Geschichte der Fotografie in Österreich“. Hans Frank fungierte dabei als wichtiger Mentor und Förderer einer Gruppe junger Forschender, die sich mit diesem großangelegten Ausstellungsprojekt erstmals wissenschaftlich mit diesem Thema befassten. Anhand der Bestände der „Sammlung Frank“ konnten wesentliche Themenbereiche der österreichischen Fotogeschichte exemplarisch behandelt werden bzw. dienten die Sammlungsbestände als Ausgangspunkt für weitere Forschungsarbeiten.
Aus klimatischen und sicherheitstechnischen Gründen wurde der Sammlungsbestand in den 1990er Jahren abgezogen und in ein klimatisiertes Depot des oberösterreichischen Landesmuseums verbracht. Seither wird der Sammlungsbestand systematisch aufgearbeitet. 2021 wird im Francisco Carolinum in Linz eine großzügige „Hans Frank-Galerie“ eingerichtet. In diesen Räumen werden eine Dauerausstellung mit einer Auswahl seiner Apparaturen eingerichtet und Wechselausstellungen aus seiner Fotosammlung gezeigt.